# Mókusfélék

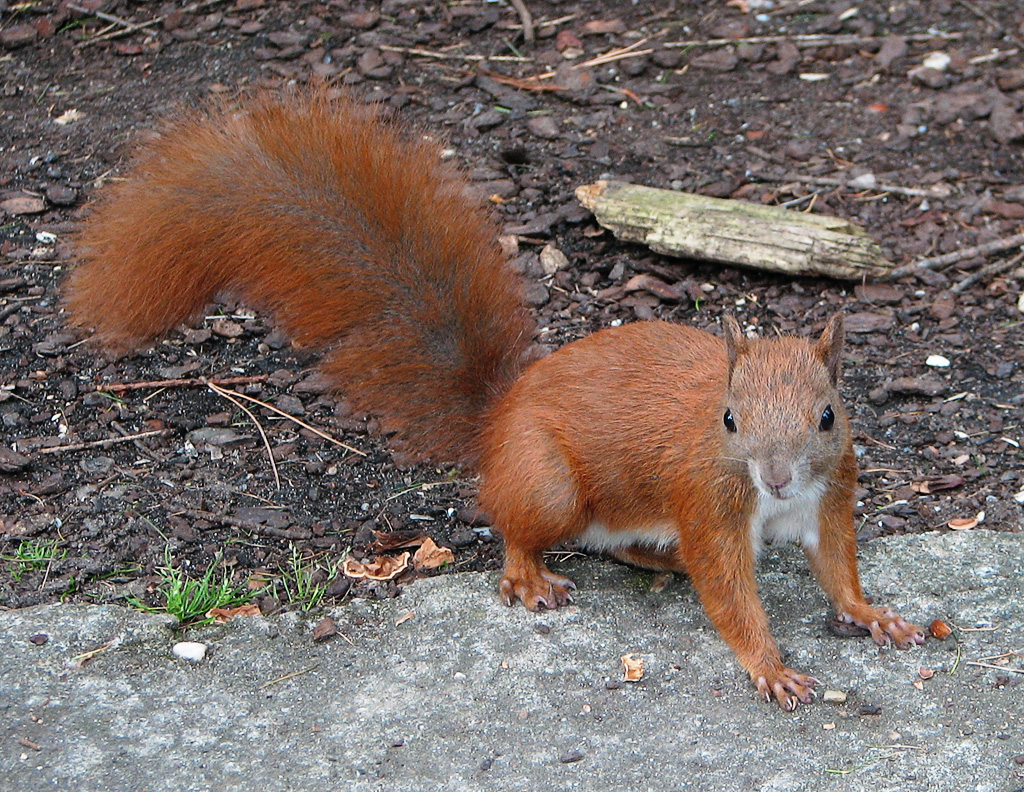
Európai mókus (Sciurus vulgaris)

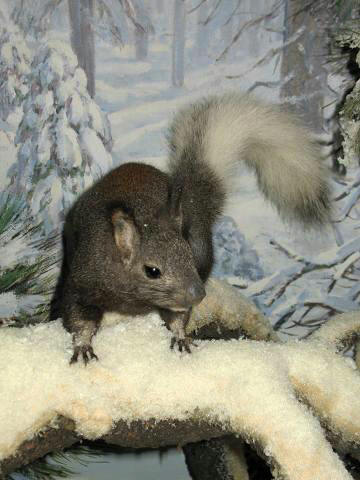
Ecsetfülű mókus (Sciurus aberti)

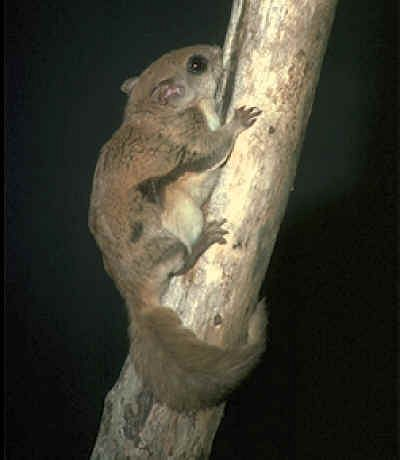
Déli repülőmókus (Glaucomys volans)

A mókusfélék (Sciuridae) a méhlepényes emlősök (Placentalia) közé sorolt  rágcsálók (Rodentia) rendjében a róluk elnevezett  mókusalkatúak (Sciuromorpha) alrendjének egyik családja mintegy 285 fajjal.

## Származásuk, elterjedésük
A legkorábbi mókusokat az eocén korból ismerjük Legközelibb rokonaik a menyétfélék (Mustelidae) és a hódmókusfélék (Aplodontidae).
Az Antarktisz kivételével valamennyi kontinensen előfordulnak a síkságoktól a havasi rétekig. Ausztráliában nem honosak, de betelepítették őket.
Magyarországon két fajuk él:
- európai mókus (vörös mókus, Sciurus vulgaris),
- közönséges ürge (Spermophilus citellus).

## Megjelenésük, felépítésük
Testük nyúlánk, jól fejlett kulcscsonttal és vakbéllel. Eltérő hosszú farkukat többnyire kétsoros, sűrű szőrzet borítja. Több fajnak van melanisztikius változata; ezek az úgynevezett fekete mókusok. Az Egyesült Államok és Kanada nagy részén a városokban a leggyakrabban a keleti szürkemókus (Sciurus carolinensis) melanisztikus formája látható.
Homlokcsontjuk széles, elől álló szemeik nagyok. Fogazatuk: metsző 1/1, zápfog 5/4. Az első felső zápfog nagyon megkisebbedett, egyszerű, csenevész, a többiek három-, illetve négygyökerűek. A fogak ferde négyszögű vagy háromszögű koronáján kezdetben viselt harántredők idővel lekopnak. A koponya homlokrésze széles, lapos, nagyszemgödri nyújtványokkal és keskeny vagy rés alakú alsó szemgödri nyílással. Az alsó állkapocs szöglete lekerekített, befelé hajlik.
Mellső végtagjaikon 4-4 teljes ujjat és csökevényes hüvelyket viselnek, a hátsók 5 ujjúak. Alsó kar- és alsó szárcsontjaik különváltak, ami sokféle mozgásmódot tesz lehetővé.

## Életmódjuk, élőhelyük
Életmódjuk igen változatos.
A legtöbb mókus mindenevő. Szívesen esznek magvakat, bogyókat, tobozokat. A mérsékelt övi fajok közül a fán élők ősszel jellemzően élelmet raktároznak el télire. A repülőmókusok és a földimókusok nem tárolnak élelmet, és az ő téli álmuk mélyebb.
Néha madártojásokat és rovarokat is esznek. Legalább 30 fajuk kisebb halakat, madarak is megeszik, de az ezredfordulóig nem volt azonban világos, hogy ez dögevőként vagy aktívan ragadozva teszik-e. Egy 2013 és 2024 között a wisconsini Eau Claire-i Egyetem biológusai a kaliforniai Briones Regionális Parkban egyértelműen kimutatták, hogy az Otospermophilus nembe tartozó ürgék aktívan vadásznak a pockokra: rendszerint lelapulva, lesből csapnak le rájuk, de gyakran üldözik is őket.
Számos ragadozó emlős és madár zsákmányállatai.

## Rendszertani felosztásuk
A családban megkülönböztetjük a fán élő mókusok csoportjait és a földimókusokat négy, illetve két alcsaláddal.

### Callosciurinaealcsalád
A 14 nemben összesen 66 faj van:

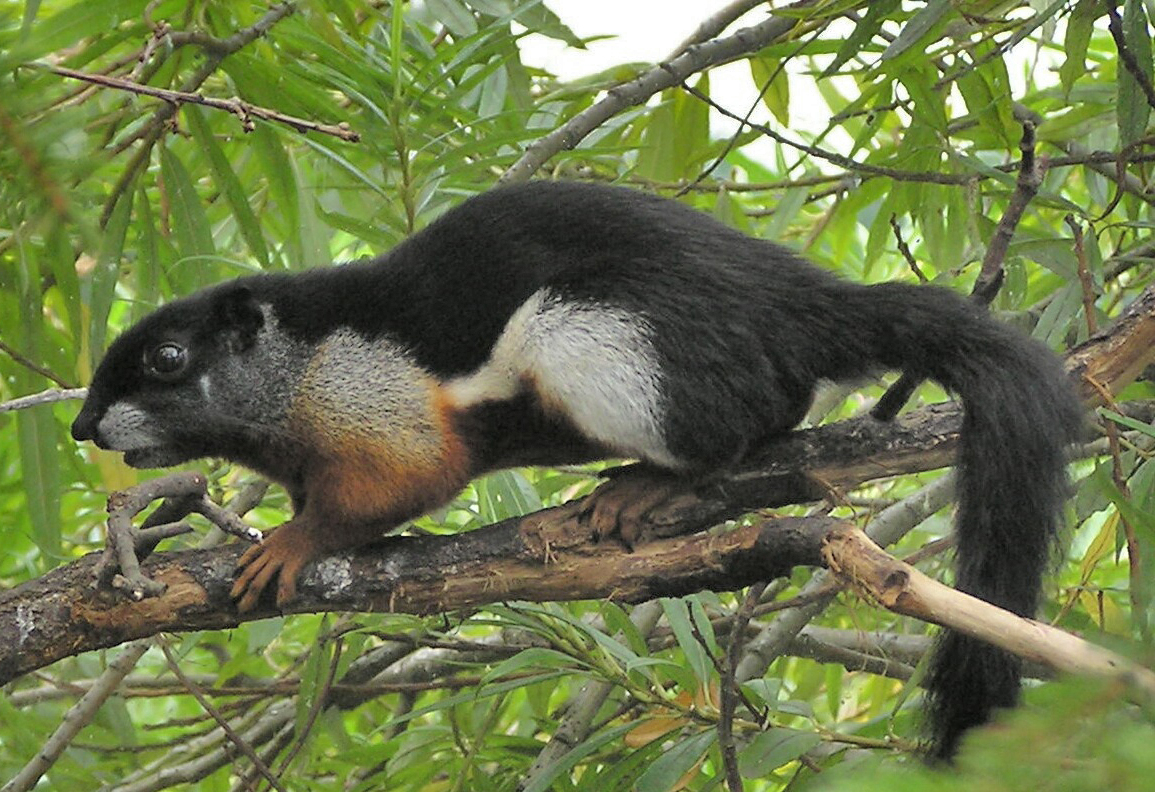
Prevost-mókus (Callosciurus prevosti)

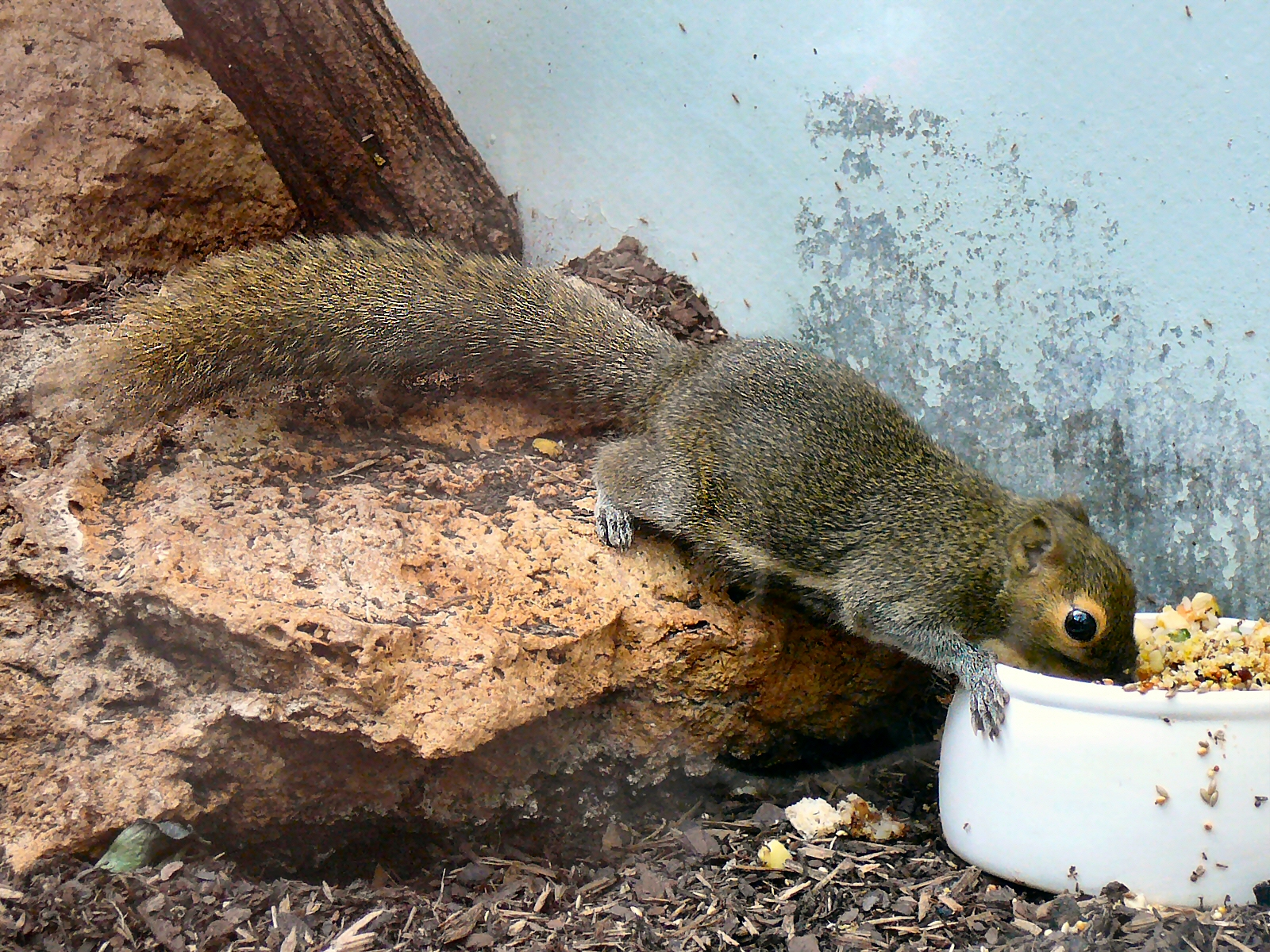
Platánmókus (Callosciurus notatus)

- Callosciurus Gray, 1867 – 16 faj, Ázsia
- Dremomys Heude, 1898 – 6 faj, Délkelet-Ázsia
- Exilisciurus Moore, 1958 – 3 faj, Borneó és Fülöp-szigetek
- Glyphotes Thomas, 1898 - 1 faj, Borneó
  - Glyphotes simus Thomas, 1898
- Hyosciurus Archbold & Tate, 1935 - 2 faj, Indonézia
- Lariscus Thomas & Wroughton, 1909 - 4 faj, Thaiföld déli része, Malajzia és Indonézia
- Menetes Thomas, 1908 – indokínai földimókusok: 1 faj, Burma, Indokína és Thaiföld
  - Menetes berdmorei Blyth, 1849
- Nannosciurus Trouessart, 1880 – törpemókusok: 1 faj, Indonézia
  - Nannosciurus melanotis Müller, 1840
- Prosciurillus Ellerman, 1947 - 5 faj, Indonézia
- Rhinosciurus Blyth, 1856 – hosszúorrú mókus: 1 faj, Thaiföld, Malajzia, Szumátra és Borneó
  - Rhinosciurus laticaudatus Müller, 1840
- Rubrisciurus Ellerman, 1954 - 1 faj, Indonézia
  - Rubrisciurus rubriventer Müller & Schlegel, 1844
- Sundasciurus Moore, 1958 - 15 faj, Thaiföldtől Indonéziáig és Fülöp-szigetek
- Tamiops J. A. Allen, 1906 - 4 faj, Burma, Kína, Laosz, Malajzia, Nepál, Tajvan, Vietnám
- pálmamókus (Funambulus) Lesson, 1835 – 6 faj, India, pálmamókusok

### Ratufinae
A Ratufinae alcsaládba 1 nem tartozik
- Ratufa Gray, 1867 – királymókusok: 4 faj, Délkelet-Ázsia

### Mókusformák
A mókusformák (Sciurinae) alcsaládjában 20 nem 84 faját írték le. Két nemzetségük a valódi és a repülőmókusoké.
- repülőmókusok (Pteromyini) Brandt, 1855 nemzetsége
  - Aeretes G. M. Allen, 1940 – 1 faj, Északkelet-Kína
    - Aeretes melanopterus Milne-Edwards, 1867

  - Aeromys Robinson & Kloss, 1915 – 2 faj, Thaiföld és Borneó
  - Belomys Thomas, 1908 – 1 faj, Délkelet-Ázsia
    - szőröslábú repülőmókus (Belomys pearsonii) Gray, 1842

  - Biswamoyopterus Saha, 1981 – 1 faj, India
    - Namdapha-repülőmókus (Biswamoyopterus biswasi) Saha, 1981

  - Eoglaucomys A. H. Howell, 1915 – 1 faj
    - Kasmír repülőmókus (Eoglaucomys fimbriatus) Gray, 1837 - korábban Hylopetes baberi

  - Eupetaurus Thomas, 1888 – sziklamászó repülőmókusok – 1 faj
    - gyapjas repülőmókus (Eupetaurus cinereus) Thomas, 1888

  - Glaucomys Thomas, 1908 – amerikai sutaszárnyú mókusok: 2 faj, Észak-Amerika
  - Hylopetes Thomas, 1908 – 9 faj, Délkelet-Ázsia
  - Iomys Thomas, 1908 – 2 faj, Malajzia és Indonézia
  - Petaurillus Thomas, 1908 – 3 faj, Borneó és Malajzia
  - Petaurista Link, 1795 – repülőmókusok: 8 faj, Délkelet-Ázsia
  - Petinomys Thomas, 1908 – 9 faj, Délkelet-Ázsia
  - Pteromys G. Cuvier, 1800 – sutaszárnyú mókusok: 2 faj, Finnországtól Japánig
  - Pteromyscus Thomas, 1908 – 1 faj, Thaiföldtől Borneóig
    - füstös repülőmókus (Pteromyscus pulverulentus) Günther, 1873

  - Trogopterus Heude, 1898 – 1 faj, Kína
    - Trogopterus xanthipes Milne-Edwards, 1867
- valódi mókusok (Sciurini) Fischer de Waldheim, 1817 nemzetsége
  - Microsciurus J. A. Allen, 1895 – 4 faj, Közép-Amerika és Dél-Amerika északi része
  - Rheithrosciurus Gray, 1867 – 1 faj, Borneó
    - Bojtosmókus (Rheithrosciurus macrotis)

  - Sciurus Linnaeus, 1758 – 31 faj, Európa, Közép-Kelet, Észak-Ázsia, Észak-Amerika, Dél-Amerika
  - Syntheosciurus Bangs, 1902 – 1 faj, Panama és Costa-Rica
    - Costa Rica-i mókus (Syntheosciurus brochus)

  - Tamiasciurus Trouessart, 1880 – vastagfejű mókusok: 3 faj, Észak-Amerika

### Scurillinae
A Scurillinae alcsaládba 1 nem tartozik
- Sciurillus Thomas, 1914 – amerikai törpemókusok: 1 faj, Brazília és az Amazóniai esőerdők
  - amerikai törpemókus (Sciurillus pusillus)

### Földimókusformák
A földimókusformák (Xerinae) alcsaládját három nemzetségre tagolják; a három nemzetségben összesen 22 nem és 130 faj van:
- Marmotini Pocock, 1923 nemzetség

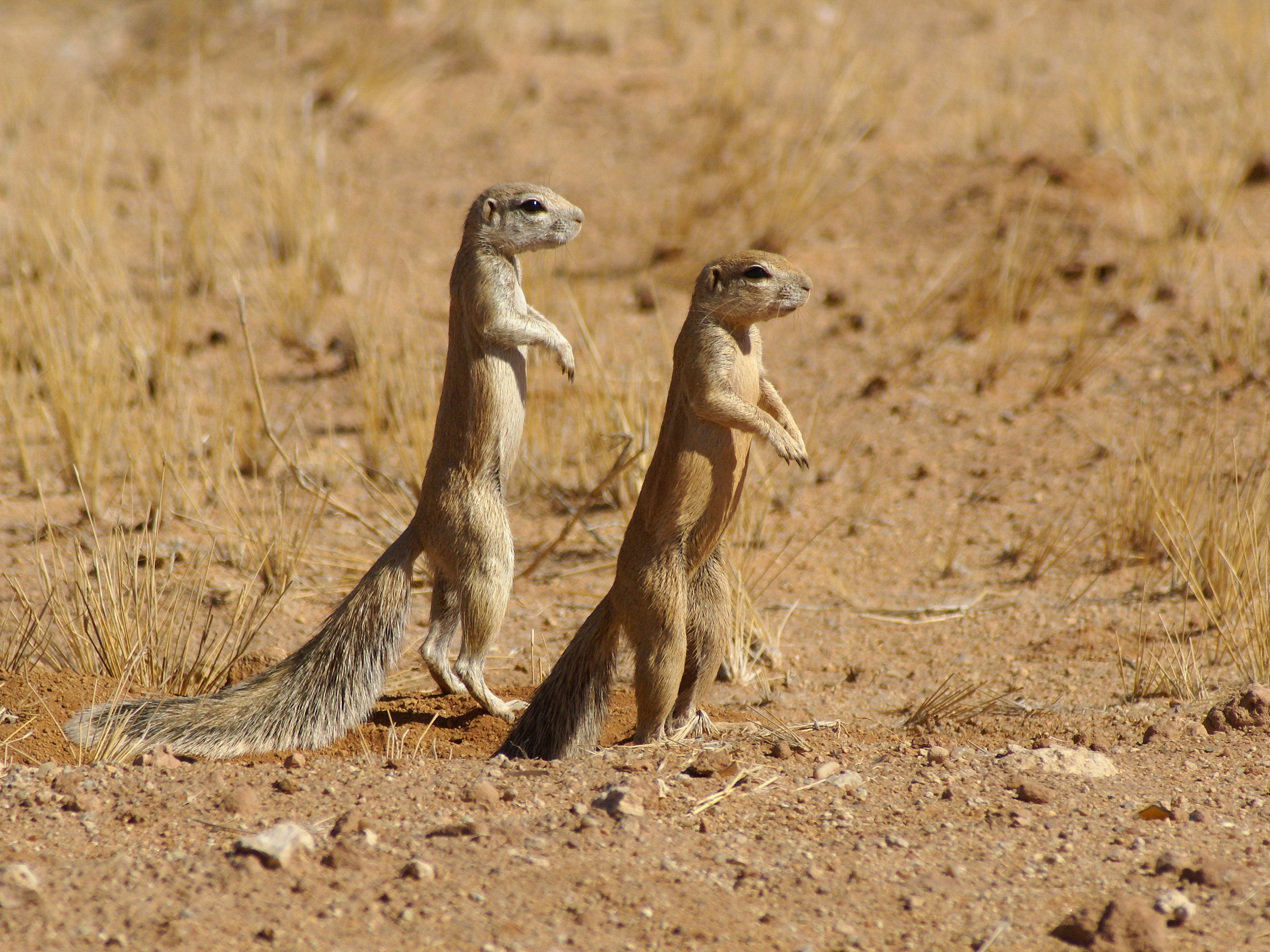
Fokföldi ürgemókusok (Xerus inauris)

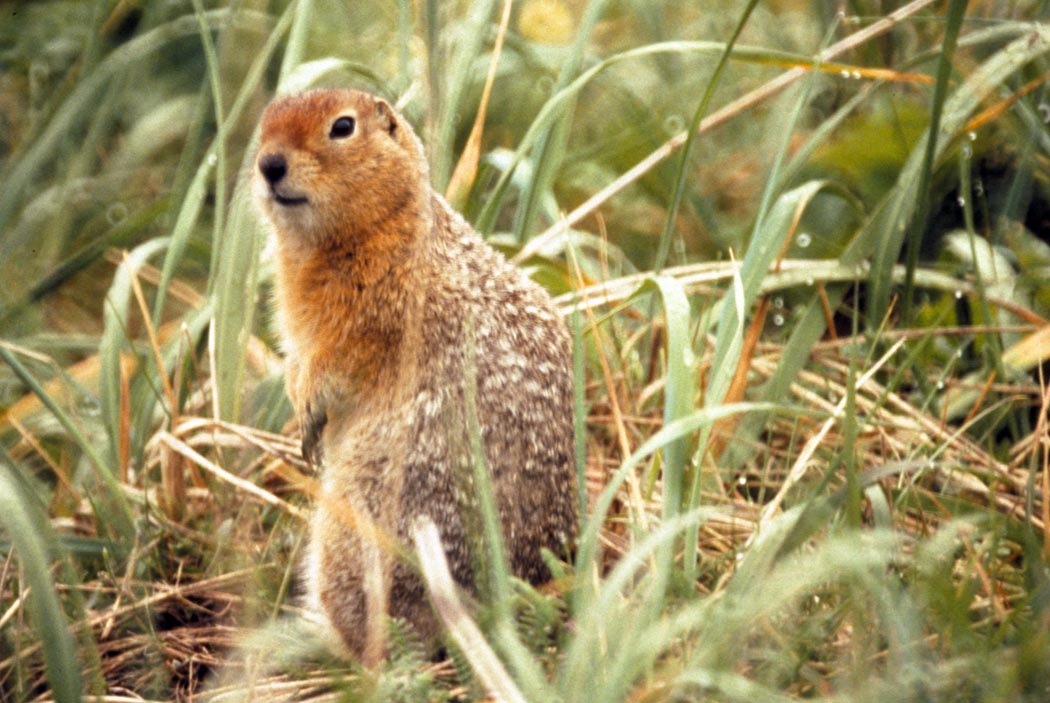
Sarki ürge (Urocitellus parryii)

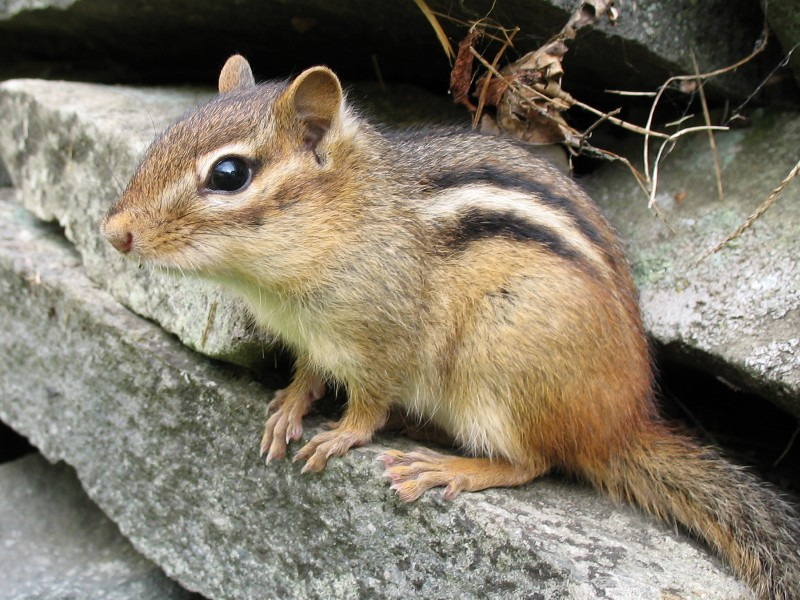
amerikai csíkosmókus (Tamias striatus)

  - Ammospermophilus Merriam, 1892 - 5 faj, Egyesült Államok délnyugati része és Észak-Mexikó
  - Callospermophilus Merriam, 1897 - 3 faj
  - prérikutya (Cynomys) Rafinesque, 1817 – prérikutyák, 5 faj, Észak-Amerika
  - Ictidomys J. A. Allen, 1877 - 3 faj, Észak-Amerika
  - Mormota (Marmota) Blumenbach, 1779 – mormoták, 14 faj
  - Notocitellus A. H. Howell, 1938 - 2 faj
  - Otospermophilus Brandt, 1844 - 3 faj
  - Poliocitellus A. H. Howell, 1938 - 1 faj
    - hosszúfarkú ürge (Poliocitellus franklinii) Sabine, 1822

  - Sciurotamias Miller, 1901 – 2 faj, Kína
  - Ürge (Spermophilus) F. Cuvier, 1825 – ürgék, 15 faj
  - Csíkosmókus (Tamias) Illiger, 1811 – csíkosmókusok, 25 faj, Mexikótól Kanadán át Szibériáig
  - Urocitellus Obolenskij, 1927 - 12 faj
  - Xerospermophilus Merriam, 1892 - 4 faj
- Protoxerini Moore, 1959 nemzetség
  - Epixerus Thomas, 1909 – álürgemókusok, 1 faj, Nyugat-Afrika
    - Epixerus ebii Temminck, 1853

  - Funisciurus Trouessart, 1880 – fészekrakó mókusok 9 faj, Közép- és Nyugat-Afrika
  - Heliosciurus Trouessart, 1880 – rövidfülű mókusok: 6 faj, Közép-, Nyugat- és Kelet-Afrika
  - Myosciurus Thomas, 1909 - 1 faj, Kamerun és Gabon
    - Myosciurus pumilio Le Conte, 1857

  - Paraxerus Forsyth Major, 1893 – ligeti mókusok, 11 faj, Afrika
  - Protoxerus Forsyth Major, 1893 – olajpálmamókusok, 2 faj, Libériától Kenyáig és Angoláig
- Xerini Osborn, 1910 nemzetség – ürgemókusok
  - Atlantoxerus Forsyth Major, 1893 – észak-afrikai ürgemókus: 1 faj, Marokkó és Algéria
    - Atlantoxerus getulus Linnaeus, 1758

  - Spermophilopsis Blasius, 1884 - 1 faj
    - Spermophilopsis leptodactylus Lichtenstein, 1823

  - Xerus Hemprich & Ehrenberg, 1833 – valódi ürgemókusok, 4 faj, Afrika, Kivéve a Szaharát

## Képek

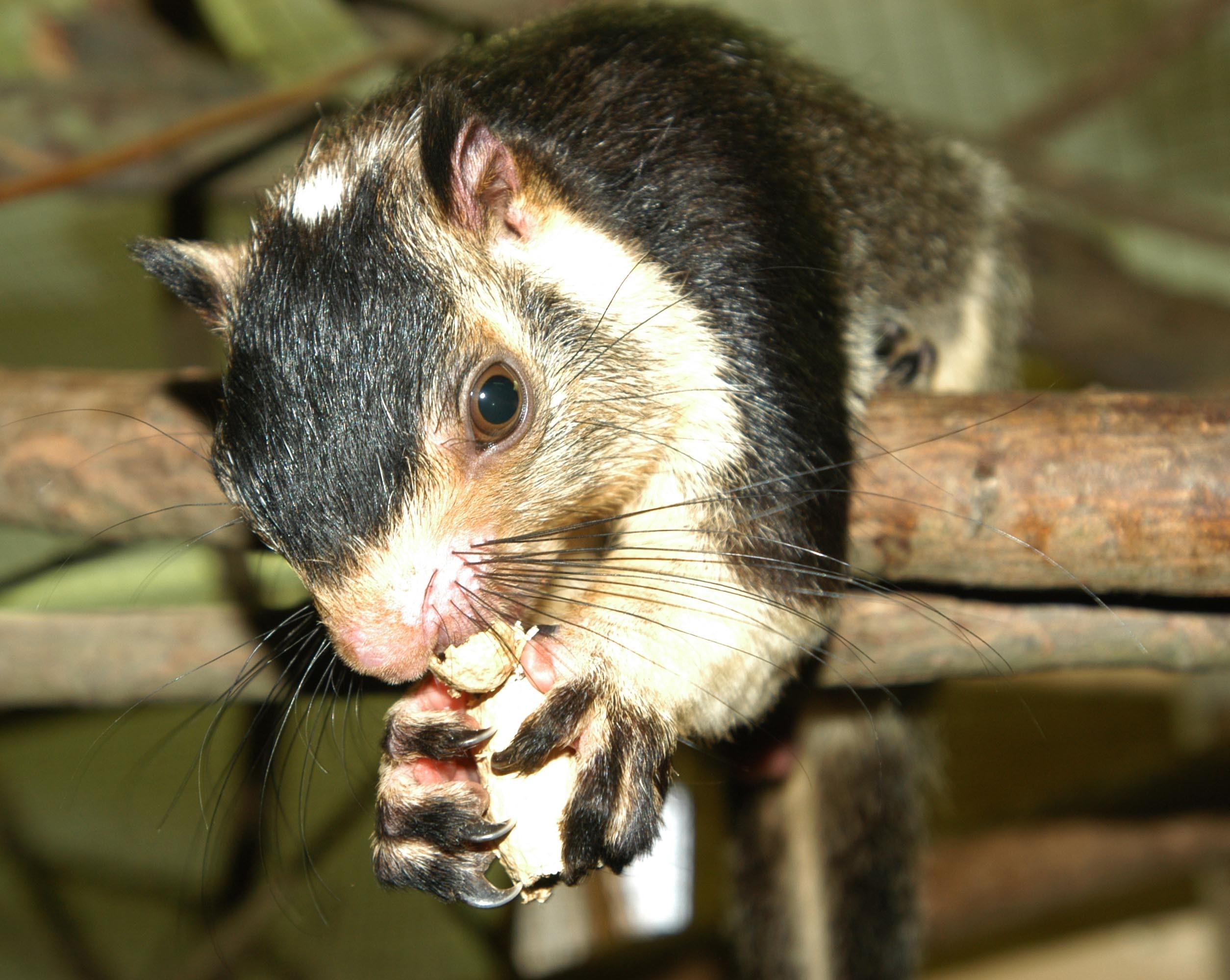
Hosszúfarkú királymókus (Ratufa macroura)
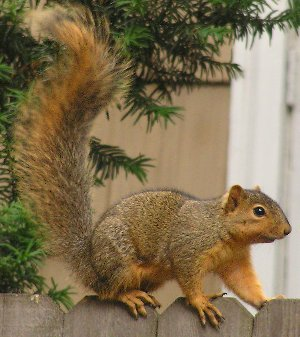
Amerikai rókamókus (Sciurus niger)
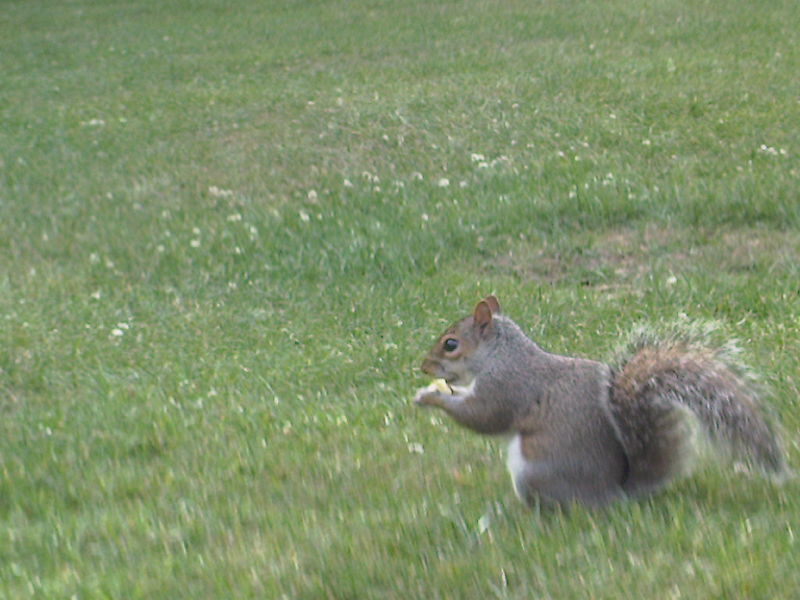
Keleti szürkemókus (Sciurus carolinensis)
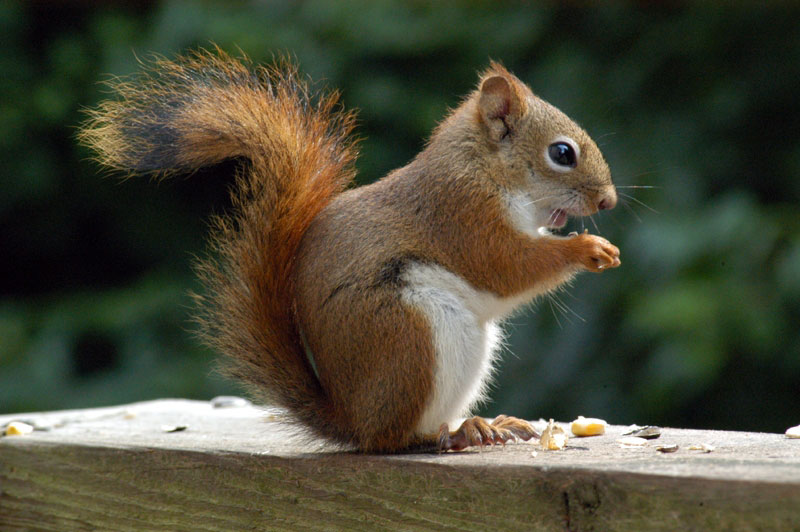
Kanadai vörösmókus (Tamiasciurus hudsonicus)
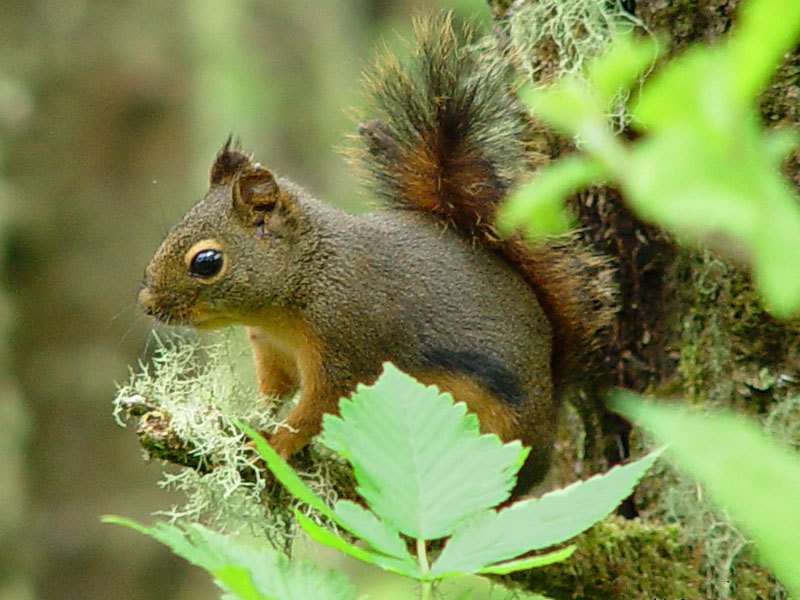
Douglas-mókus (Tamiasciurus douglasii)
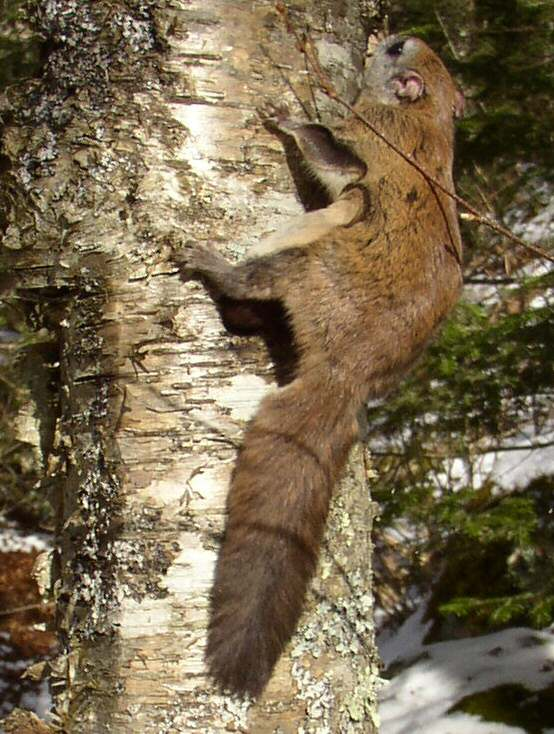
Északi repülőmókus (Glaucomys sabrinus)
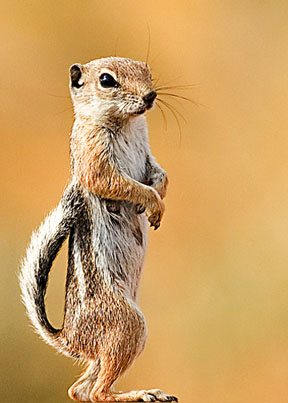
Fehérfarkú földimókus (Ammospermophilus leucurus)
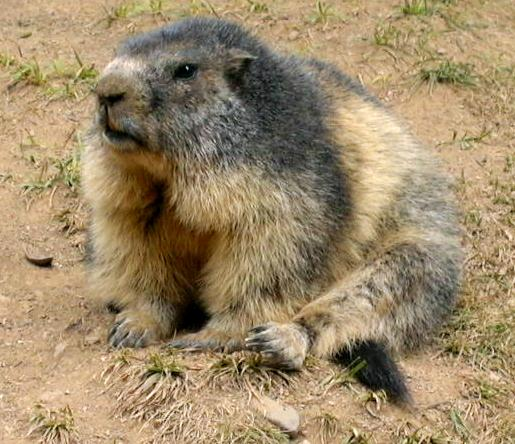
Havasi mormota (Marmota marmota)
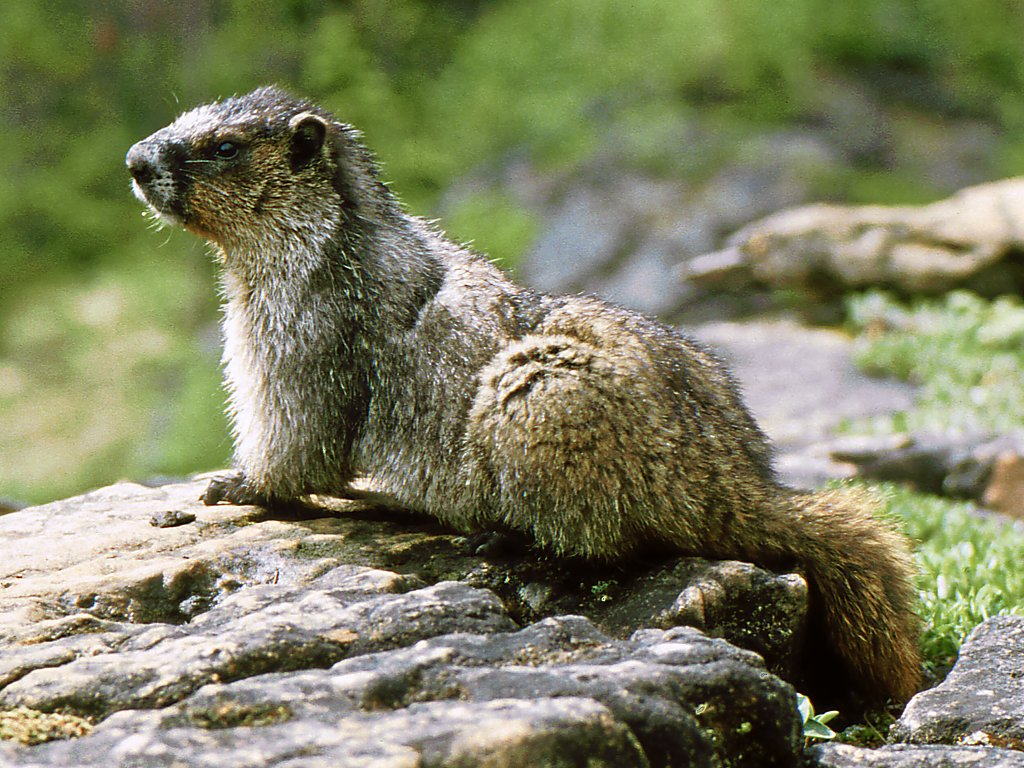
Ezüstös mormota (Marmota caligata)
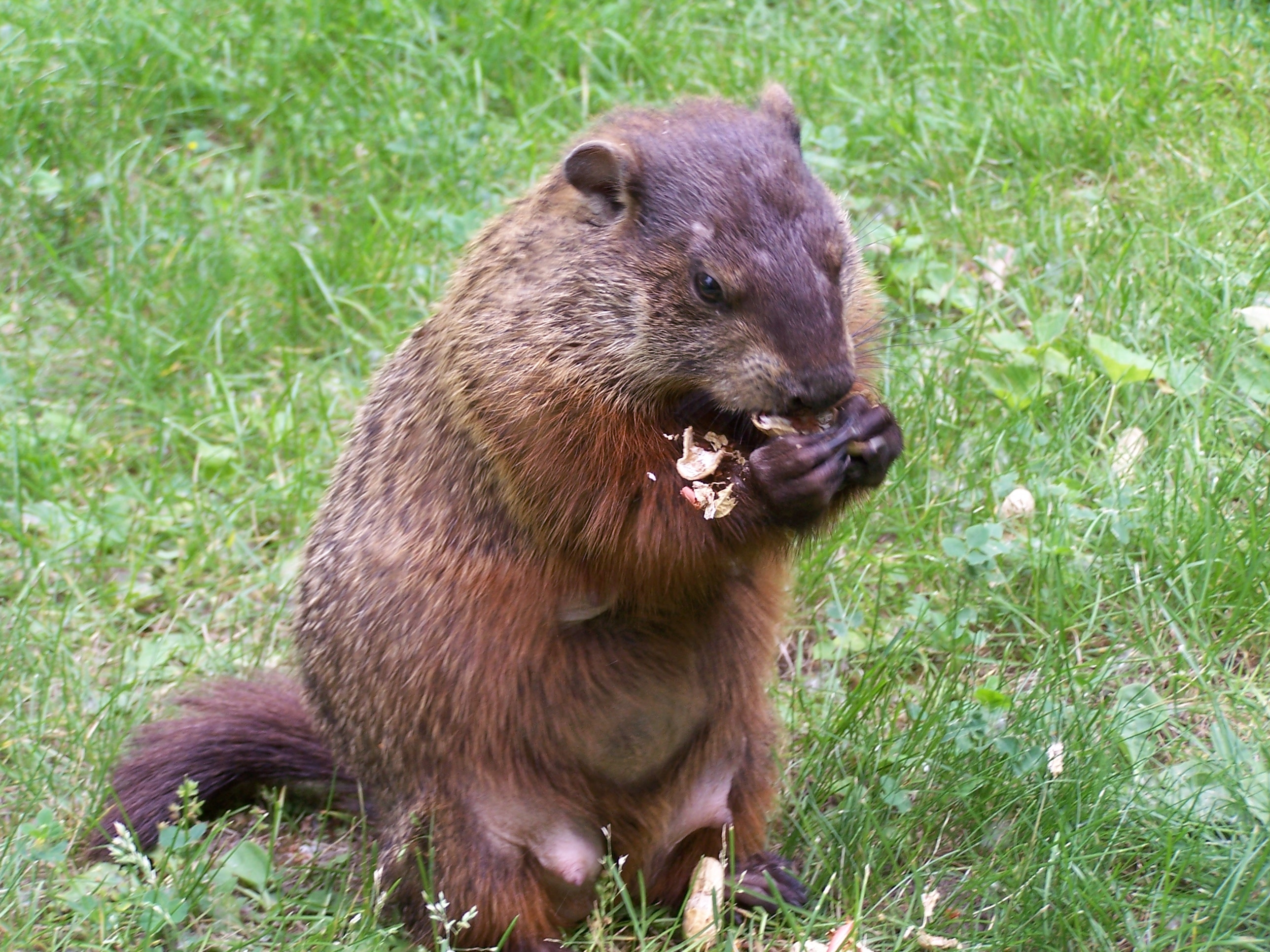
Erdei mormota (Marmota monax)
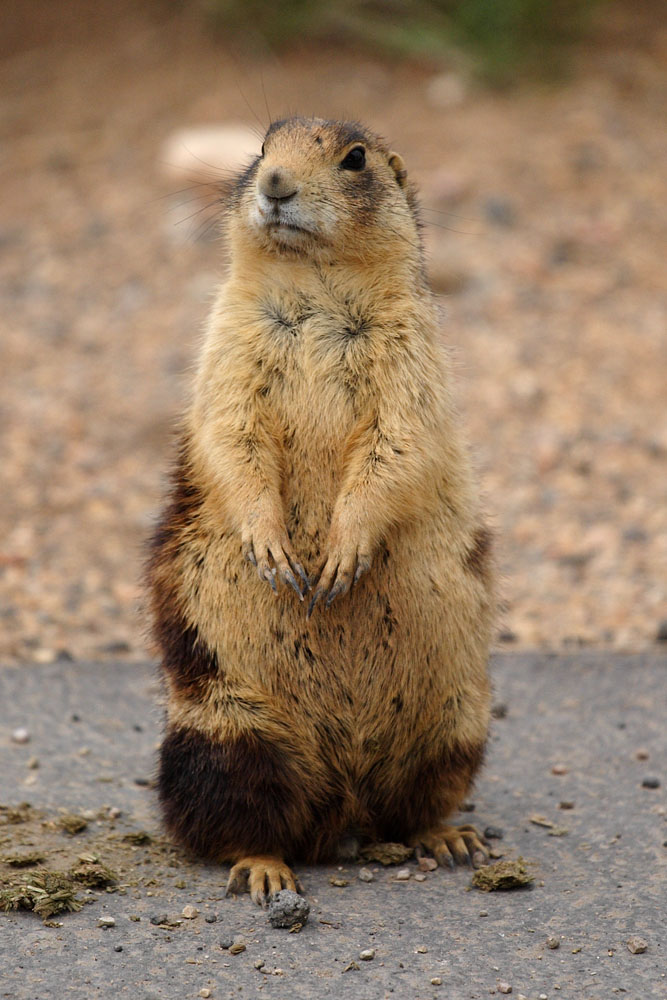
Utahi prérikutya (Cynomys parvidens)
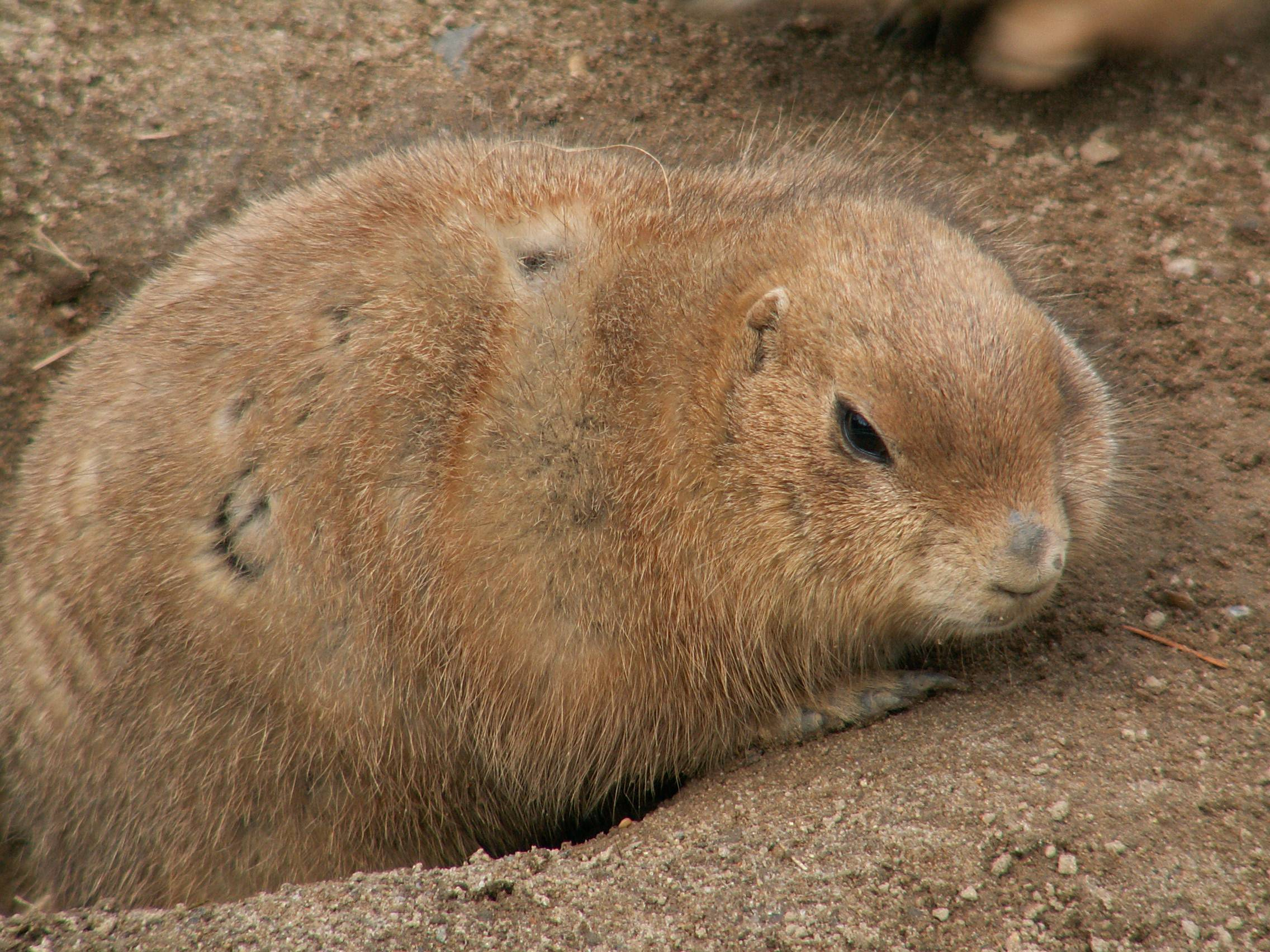
Feketefarkú prérikutya (Cynomys ludovicianus)
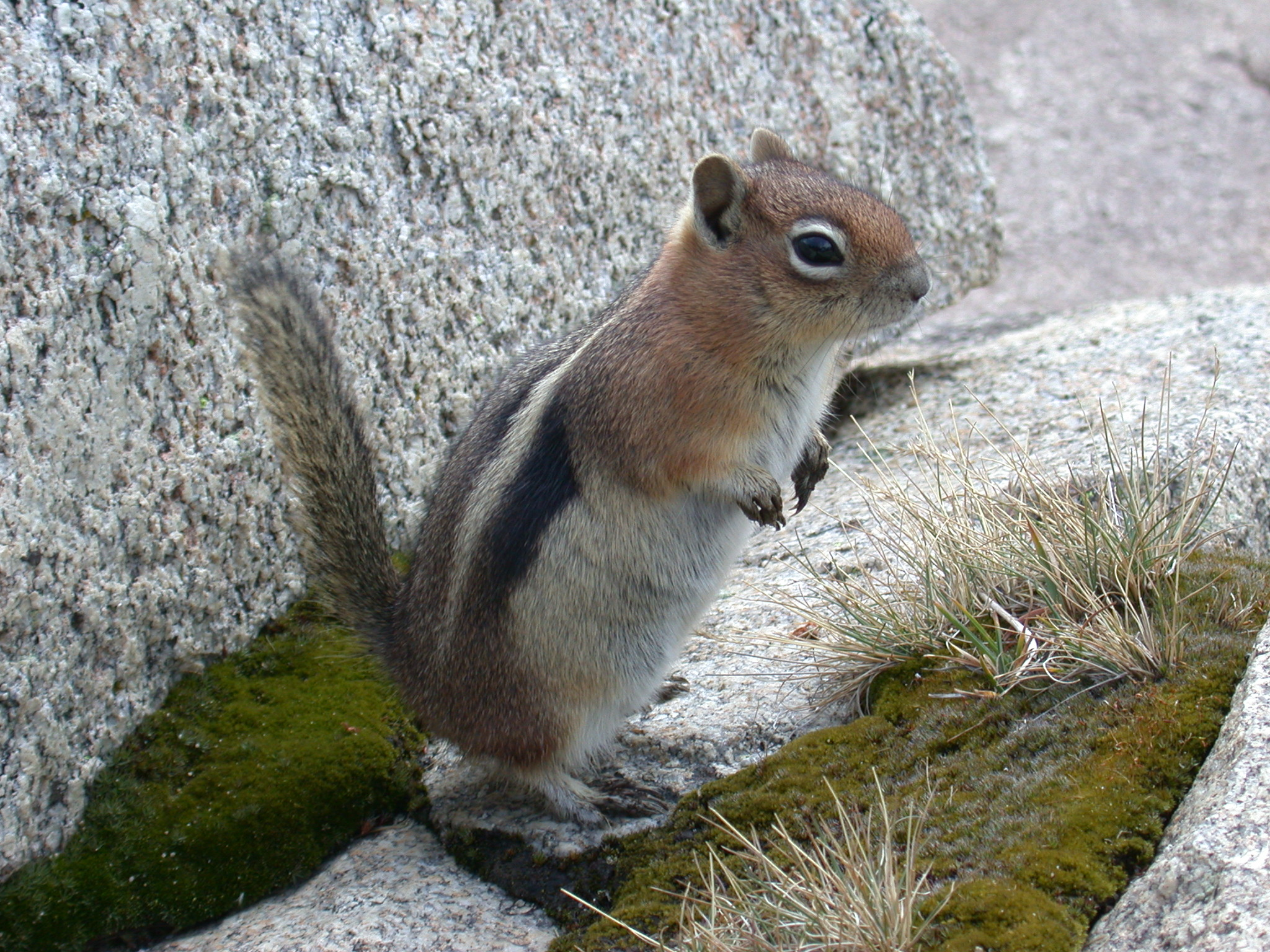
Aranyfarkú ürge (Callospermophilus lateralis)
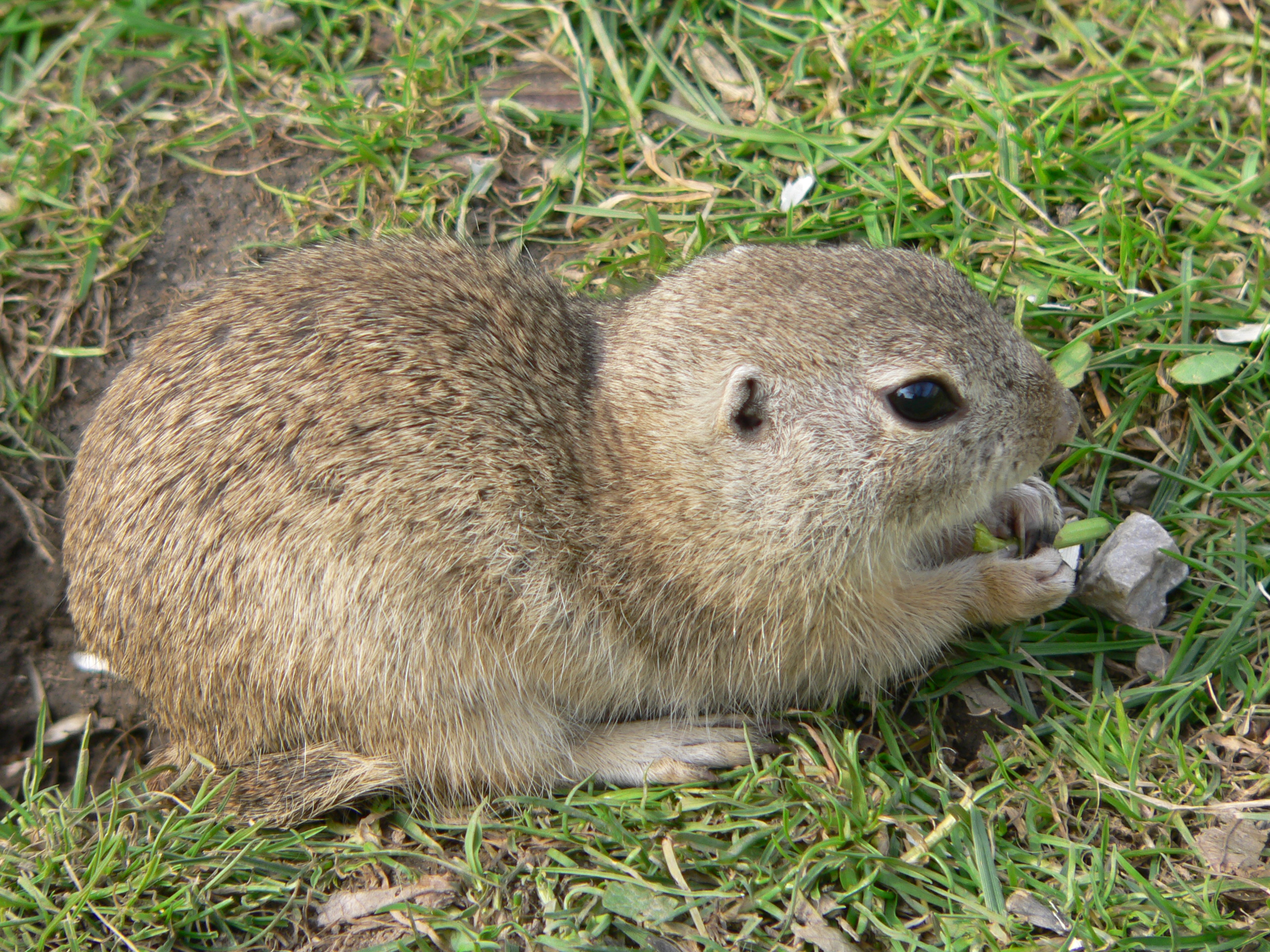
Közönséges ürge (Spermophilus citellus)
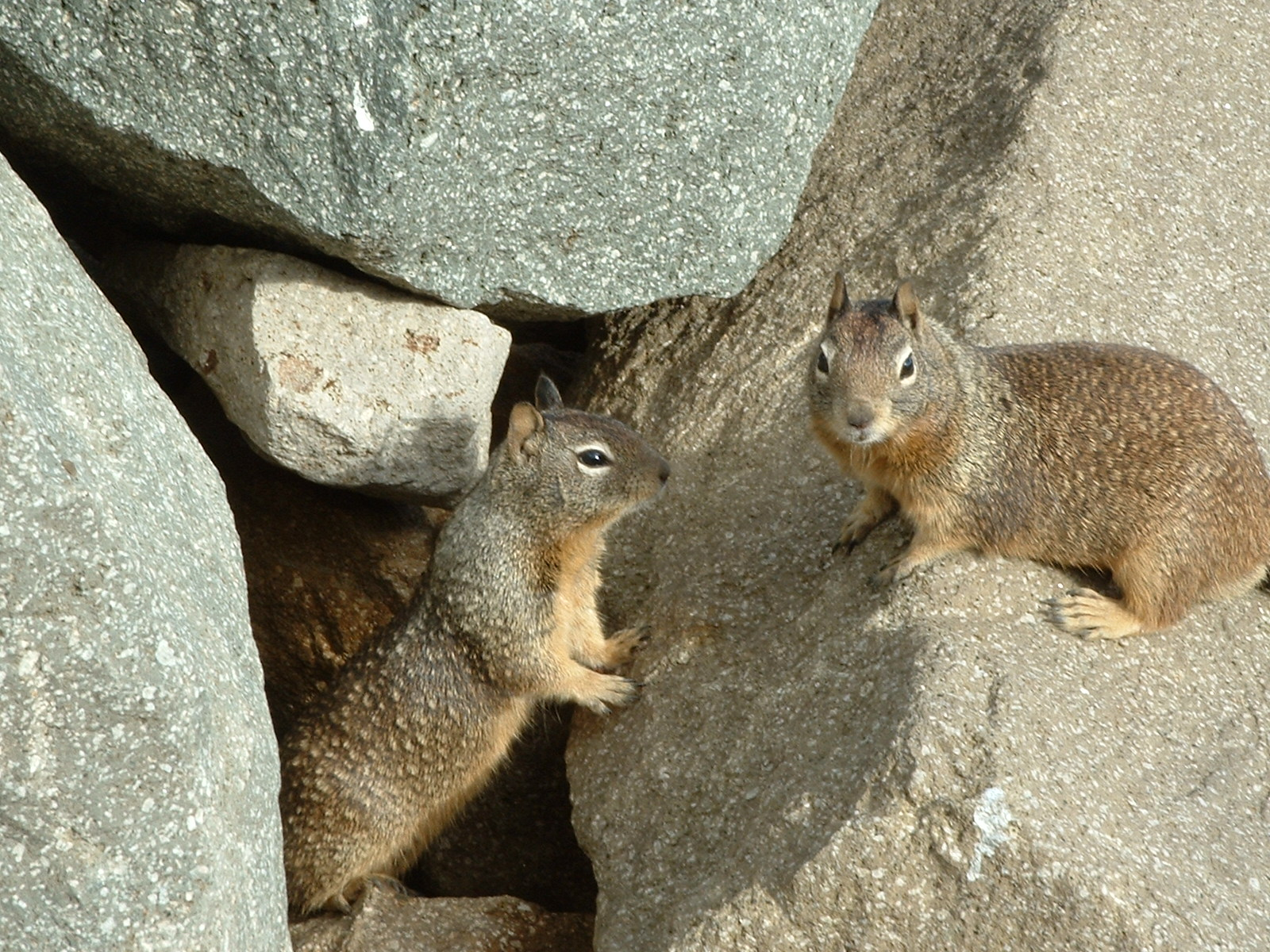
Kaliforniai ürge (Otospermophilus beecheyi)